# MRPS5
MRPS5‏ (Mitochondrial ribosomal protein S5) هوَ بروتين يُشَفر بواسطة جين MRPS5 في الإنسان.